# 皇帝ペンギン
『皇帝ペンギン』（こうていペンギン、原題: La Marche de l'empereur, 「皇帝ペンギンの行進」の意）は、コウテイペンギンの1年間の生活を描いたドキュメンタリー調の映画。2005年製作フランス。リュック・ジャケ監督。上映時間86分。

## 内容
南極に住むコウテイペンギンの、世界で最も過酷な子育てとも言われるその出産・育児生活を追った作品である。

## ナレーション
- 父ペンギン - シャルル・ベルリング（日本語吹替：大沢たかお）
- 母ペンギン - ロマーヌ・ボーランジェ（日本語吹替：石田ひかり）
- 子ペンギン - ジュール・シトリュク（日本語吹替：神木隆之介）

## ゲーム版
欧米では2006年11月にニンテンドーDSとゲームボーイアドバンスでゲーム版が発売された。内容はアイテムを駆使してペンギン達を目的地まで誘導するシミュレーションゲームとなっている。

## 続編
皇帝ペンギン ただいまは、ディズニーネイチャーによって2017年2月15日にフランスで公開され、ナレーションはランベール・ウィルソンが担当した。この映画は別題でMarch of the Penguins 2: The Callとも呼ばれた。
アメリカでの劇場公開をスキップし、2018年3月23日にHulu限定で配信され、モーガン・フリーマンがナレーターとして役を再演した。 その後、UKのライオンズゲート・フィルムズからDVDが2018年11月5日にリリースされた。
この続編は一定の成功を収め好意的なレビューを受けた。Rotten Tomatoesでは6つのレビューに基づき100％の評価を獲得した。